# KkStB 97 sorozat
A kkStB 97 sorozat egy szertartályosgőzmozdony-sorozat volt az osztrák Császári és Királyi Osztrák Államvasutaknál (k.k.österreichische Staatsbahnen, kkStB) mellékvonali szolgálatra, amely mozdonyokkal megegyezők üzemeltek magánvasutak vonalain is.

## Története
A kis C tengelyelrendezésű mozdonyt valamennyi osztrák mozdonygyár építette 1878 és 1911 között. Összesen 227 db készült belőlük.
Részleteiben: a 97.01-03 a Dalmaták Vasút, a 97.04-06 az Arlbergbahn, a 97.07-08, 97 a Galiciai Transferbahn, a 97.16-19 a Morva-Sziléziai Központi Vasút, a 97.20-23 a Staatsbahn Unter Drauburg–Wolfsberg, a 97.24-25 a Mürzzuschlag-Neuberg Államvasút, a 97.09-15, 51-255 pedig kkStB közvetlen beszerzés volt. A 97.36-50 pályaszámok üresek maradtak.
További három mozdony a Neutitscheni HÉV vásárolt Zauchtel, Neutitschein és Kunewald néven. Kettőt a Littau–Groß Senitzi HÉV a Nr. 1 LITOVEL és Nr. 2 CHOLINA nevűeket.
A Déli Vasút, amely az Államvasutak Drauburg–Wolfsberg vonalát üzemeltette, a 97.20-23 pályaszámú mozdonyokat besorolta saját pályaszámrendszere szerint a 100 sorozat 11-14 pályaszámai alá. A Mürzzuschlag–Neuberg Államvasút mozdonyai szintén a Déli Vasút üzemeltetésében voltak melyeket szintén a 100 sorozatba osztottak és a 20-21 pályaszámokat adták nekik.
A hosszú ideig tartó gyártás miatt az egyes szállítási tételek jelentősen eltértek egymástól. Ez vonatkozik a vezetőfülkére, szeleprendszerre, homoktartályra. Az alacsony kazánbeépítés és a kazán homlokfalán túlnyúló víztartály. a mozdony megjelenését szögletessé tette így kapta a „kávédaráló” becenevet.
Az I. világháború után a mozdonyok nagy része a Csdehszlovákiába, Jugoszláviába, Olaszországba, Lengyelországba és Romániába került.. A Csehszlovák Államvasutakhoz 133 mozdony került a ČSD 310.0 sorozatba. A Lengyel Államvasutak a hozzájuk került mozdonyokat a PKP TKh12 sorozatba, a Jugoszláv Államvasutak a JDŽ 150 sorozatba, az Olasz Államvasutak az FS 822 sorozatba sorolta. A Román Államvasutak CFR nem adott saját pályaszámokat a mozdonyoknak, hanem megtartotta az eredeti sorozatjelölést. A három Neutitscheini HÉV mozdony a szintén a ČSD állományába került 310.908-910 pályaszámokon. Az Osztrák Szövetségi Vasutak-hoz (BBÖ) 31 mozdony került.
Közülük a Német Birodalmi vasút 19-et sorolt be az 1938-as Ansluss után a 98.7011-7028 pályaszámok alá.

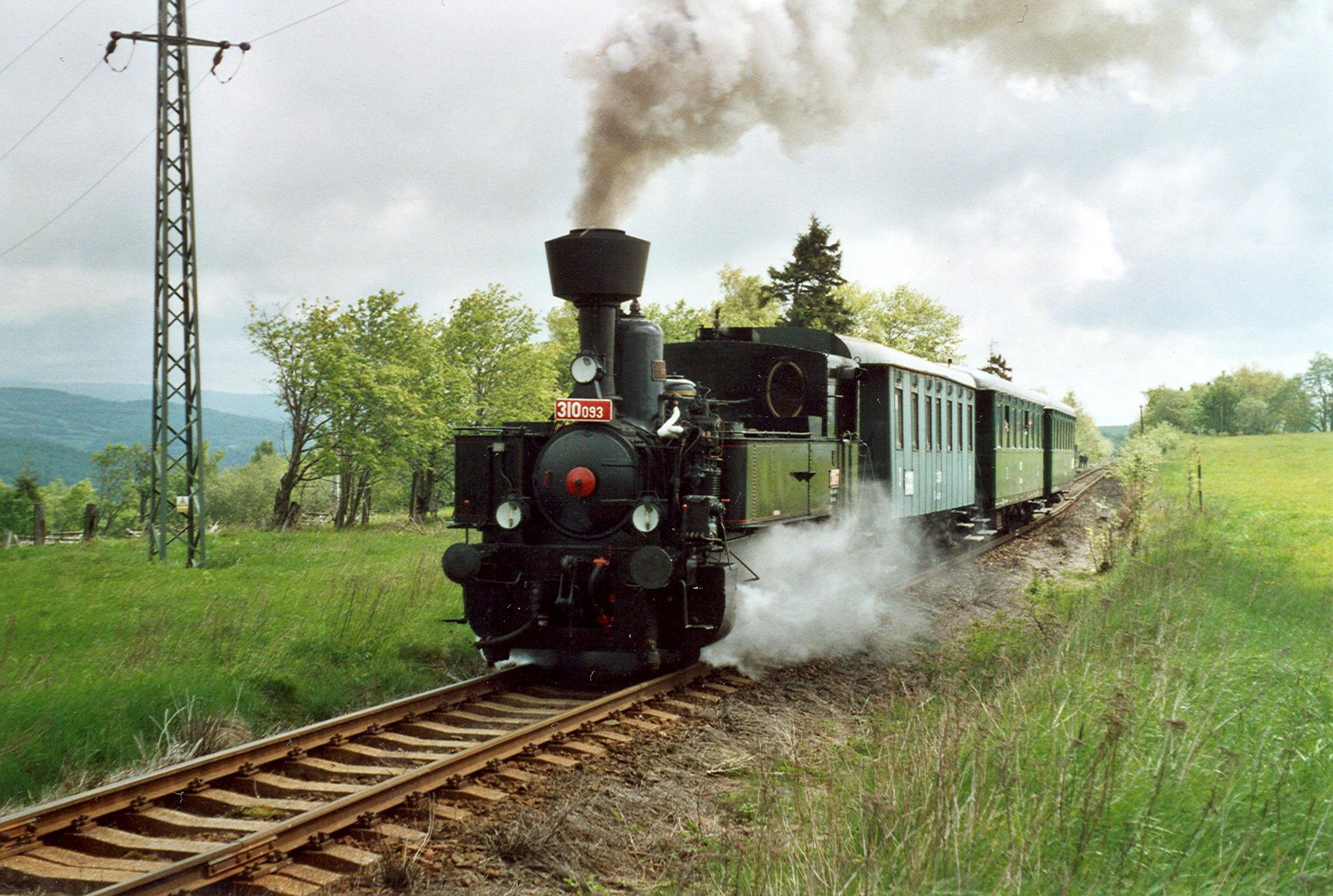
A ČSD 310.093 Kirándulóvonattal Křimov-nál

A II. világháború alatt további mozdonyok kerültek ebből a sorozatból a DRB állományába. Ezek a 98.7029-7033 pályaszámokat kapták. 1945 után három mozdony a MÁV-hoz és a JDŽ került, 16 pedig az ÖBB-hez a 89 sorozatba. A 89.240-et még Giesl-Ejektorral is felszerelték, hogy vizsgálják a hatását a kis teljesítményű mozdonyon. Az utolsó 89-est 1958-ban selejtezték. A ČSD a hatvanas években vonta ki a forgalomból a 310-eseit. Az utolsó kávédaráló („Kafemlejnek“) a 310.097 a pozsonyi fűtőházban 1968-ban lett selejtezve.
| Gyártó        | Gyári szám | Eredeti pályaszám                   | Pályaszám      | Állapot             | Hely                          | Státusz           |
| ------------- | ---------- | ----------------------------------- | -------------- | ------------------- | ----------------------------- | ----------------- |
| Bécsújhely    | 2782/83    | 97.02                               | ČSD 310.001    | üzemképtelen        | Olomouc                       | Kiállítva         |
| Bécsújhely    | 2371/79    | 97.20                               | ČSD 310.006    | Üzemképes           | Vasútmúzeum Jaroměř           | Nosztalgiamozdony |
| StEG          | 2352/93    | 97.69                               | JŽ 150-003     | Üzemképtelen        | Vasútmúzeum Ljubljana         | kiállítva         |
| StEG          | 2404/94    | 97.73                               | BBÖ 97.73      | Üzemképes           | Vasútmúzeum Strasshof         | Nosztalgiamozdony |
| Floridsdorf   | 1002/96    | 97.98                               | ČSD 310.037    | ?                   | Vasútmúzeum Lužná Rakovník    | ?                 |
| Krauss / Linz | 4093/99    | 97.161                              | ČSD 310.072    | ?                   | Pilsen                        | tárolva           |
| Bécsújhely    | 1295/99    | 97.167                              | ČSD 310.076    | üzemképtelen        | České Budějovice              | kiállítva         |
| BMMF          | 63/01      | 97.194                              | ČSD 310.093    | üzemképes           | České Budějovice              | tárolva           |
| BMMF          | 67/01      | 97.198                              | ČSD 310.097    | Vasútmúzeum Pozsony | ?                             |                   |
| BMMF          | 74/02      | 97.206                              | ČSD 310.0102   | üzemképtelen        | Přerov                        | kiállítva         |
| Krauss / Linz | 4776/02    | 97.214                              | ČSD 310.0107   | ?                   |                               |                   |
| BMMF          | 108/03     | 97.227                              | ČSD 310.0118   | ?                   | Nemzeti Műszaki Múzeum Prága  | ?                 |
| Krauss / Linz | 5128/04    | 97.234                              | ČSD 310.0123   | ?                   | Pozsony                       | ?                 |
| Krauss / Linz | 6322/10    | 97.254                              | PKP A Tkh12-12 | ?                   | Bergbaumuseum Tarnowskie Gory | ?                 |
| BMMF          | 482/13     | Nr.1 LITOVEL Littau–Groß Senitz HÉV | ČSD 310.0134   | ?                   | Tuznov                        | tárolva           |
| Krauss / Linz | 3822/98    | 97.152                              | ÖBB 69.02      | üzemképes           | Strasshof Vasútmúzeum         | megőrizve         |

## Fényképalbum

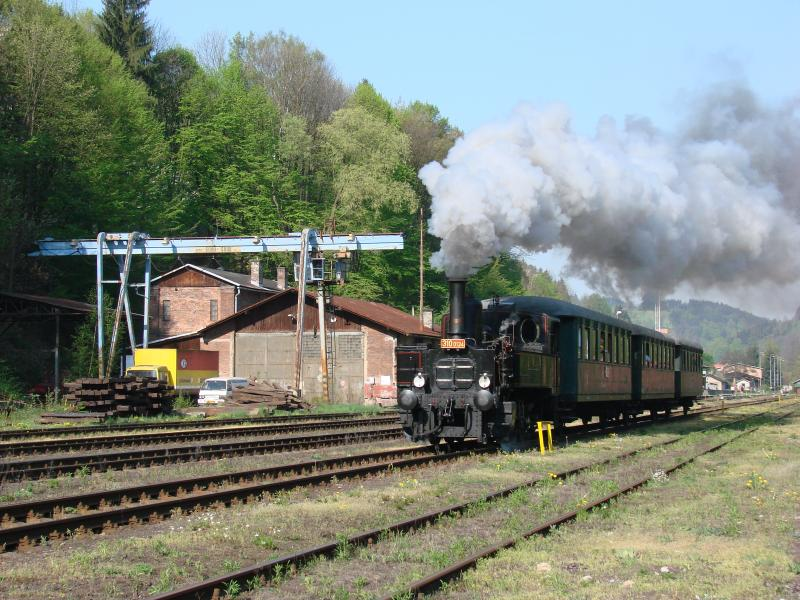
Nr.1 „Litovel“ der ehem. Lokalbahn Littau–Groß Senitz (ČSD 310.0134) – Depot Turnov mit Sonderzug bei Zelezny Brod;
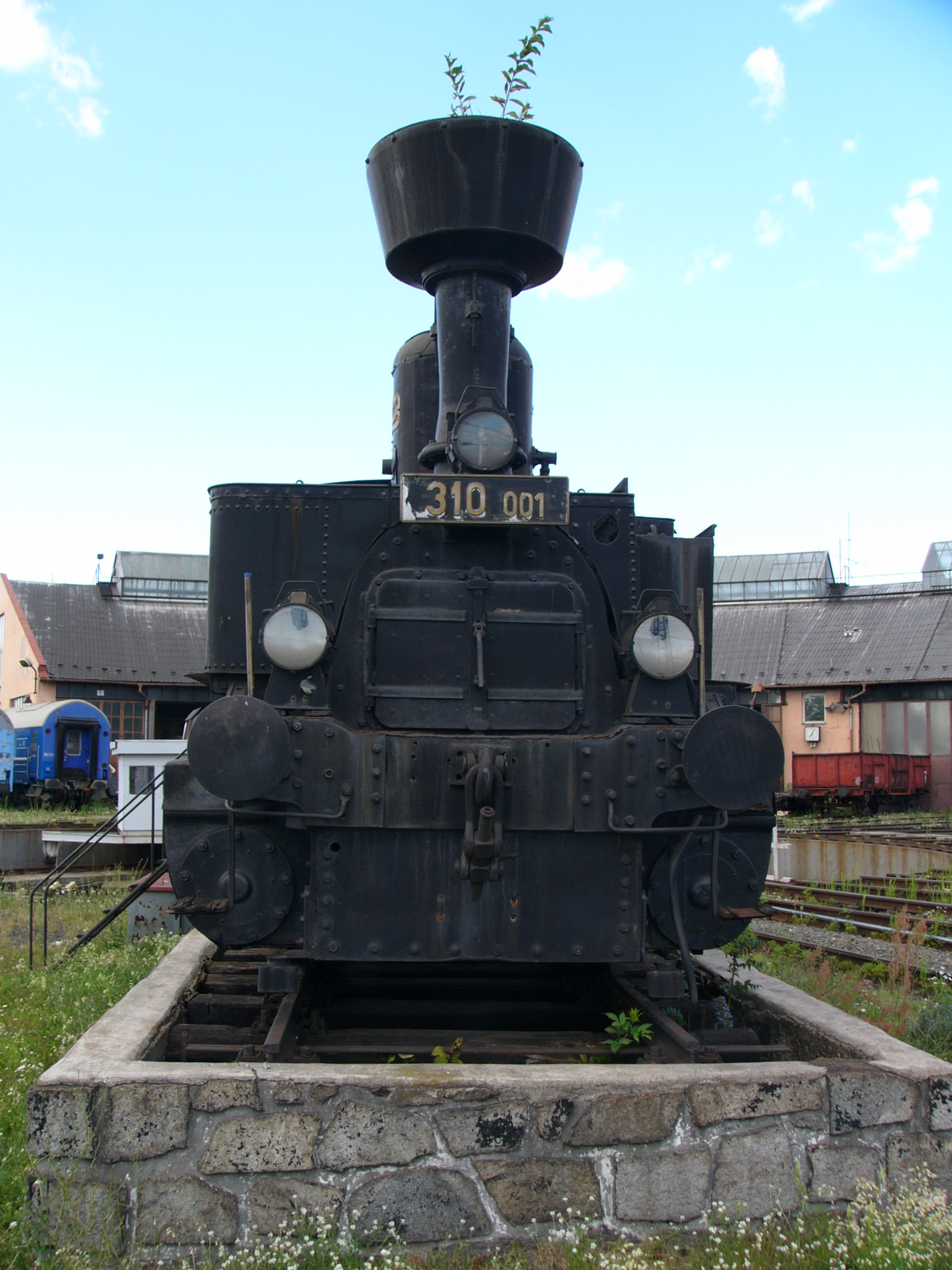
A ČSD 310.001 szemben;
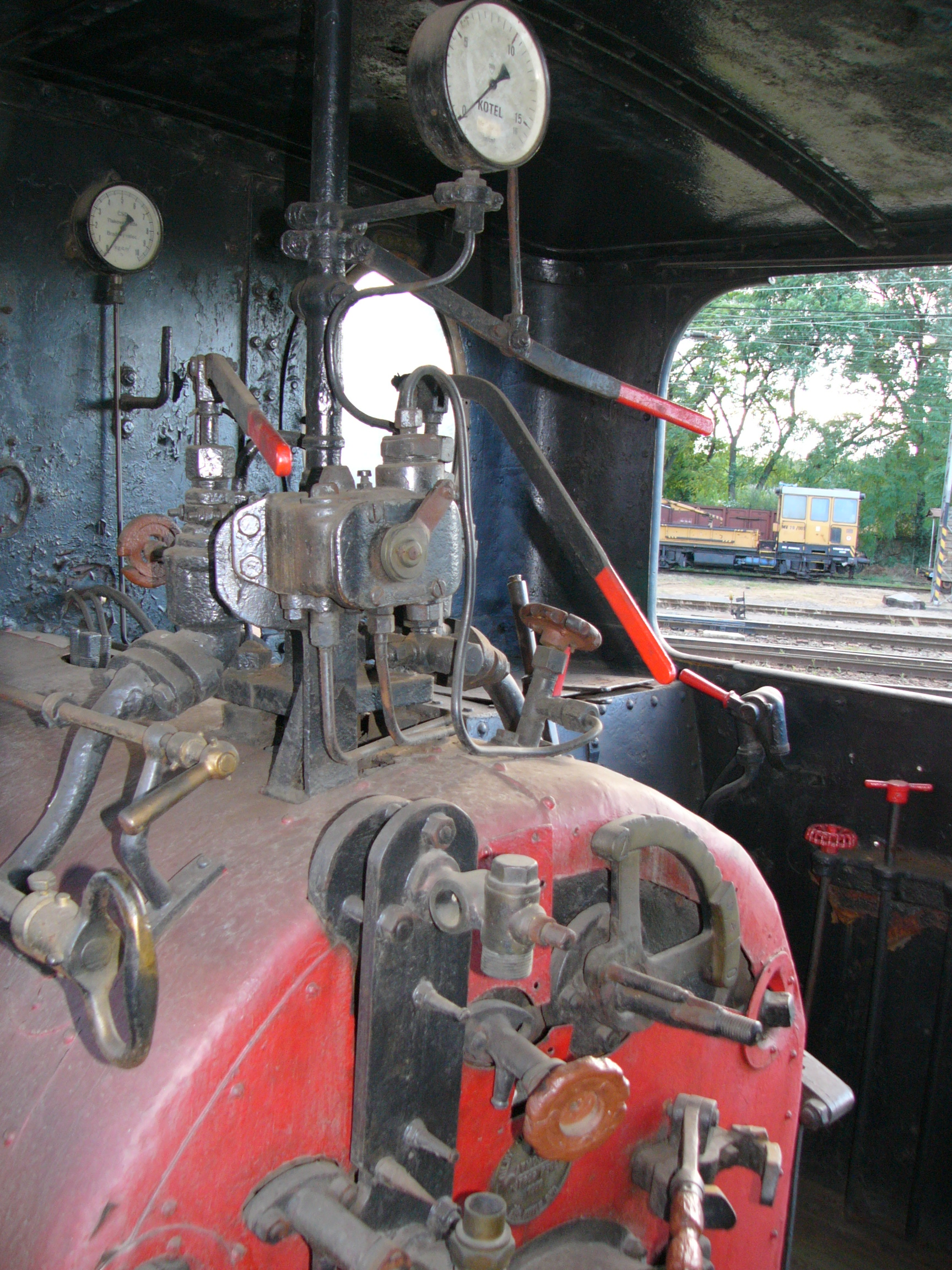
ČSD 310.001 belülről
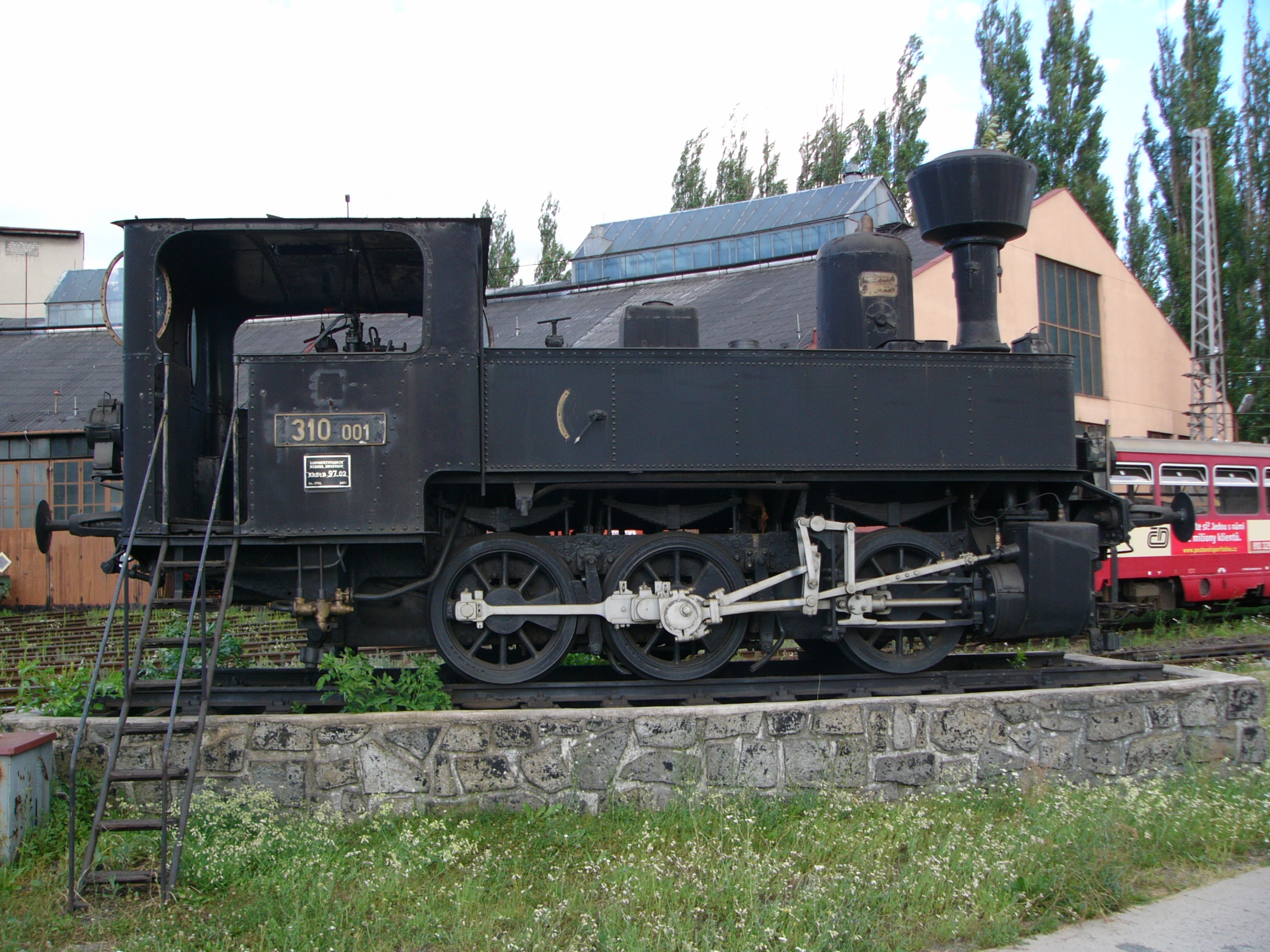
ČSD 310.001
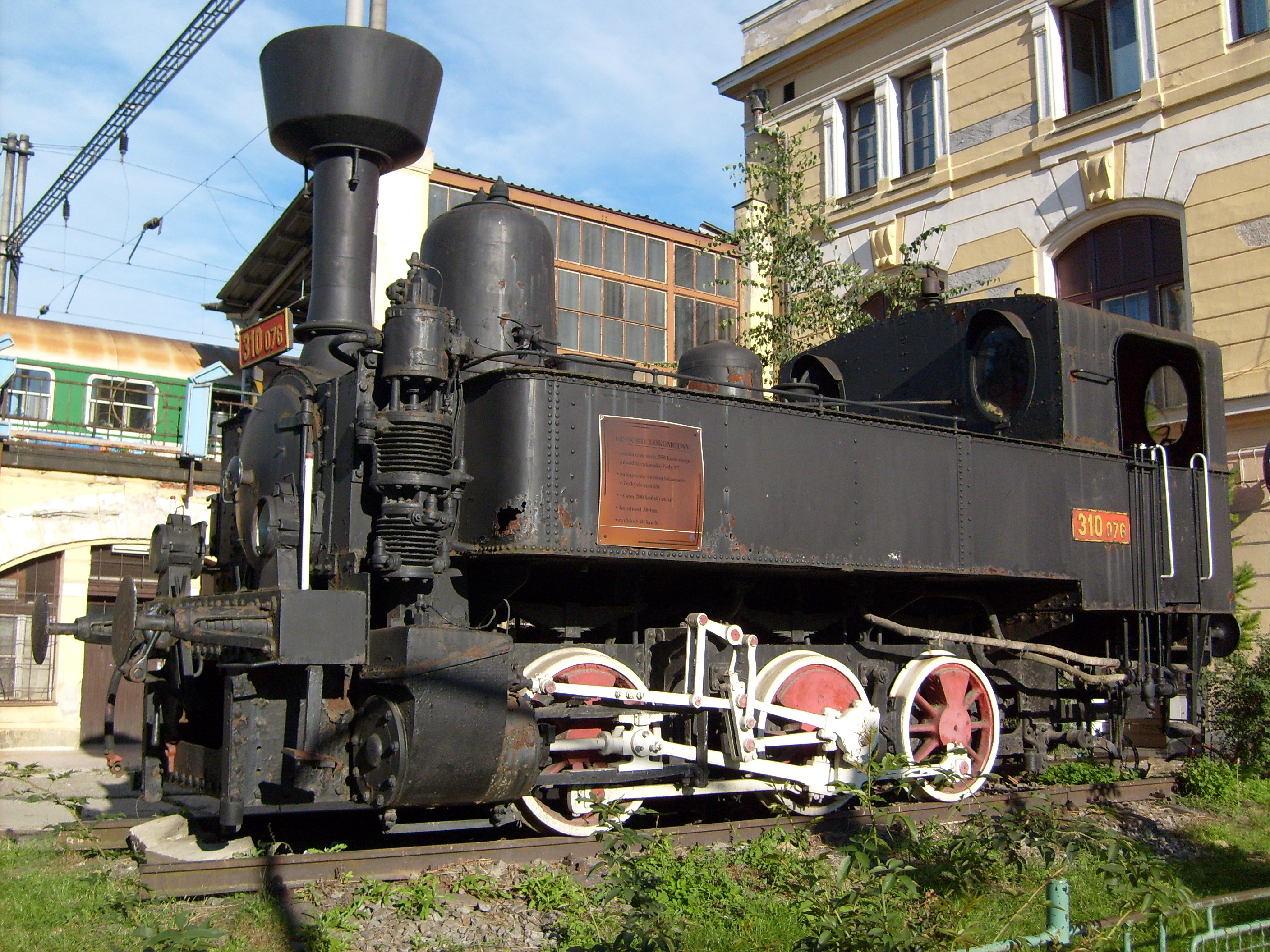
ČSD 310.076
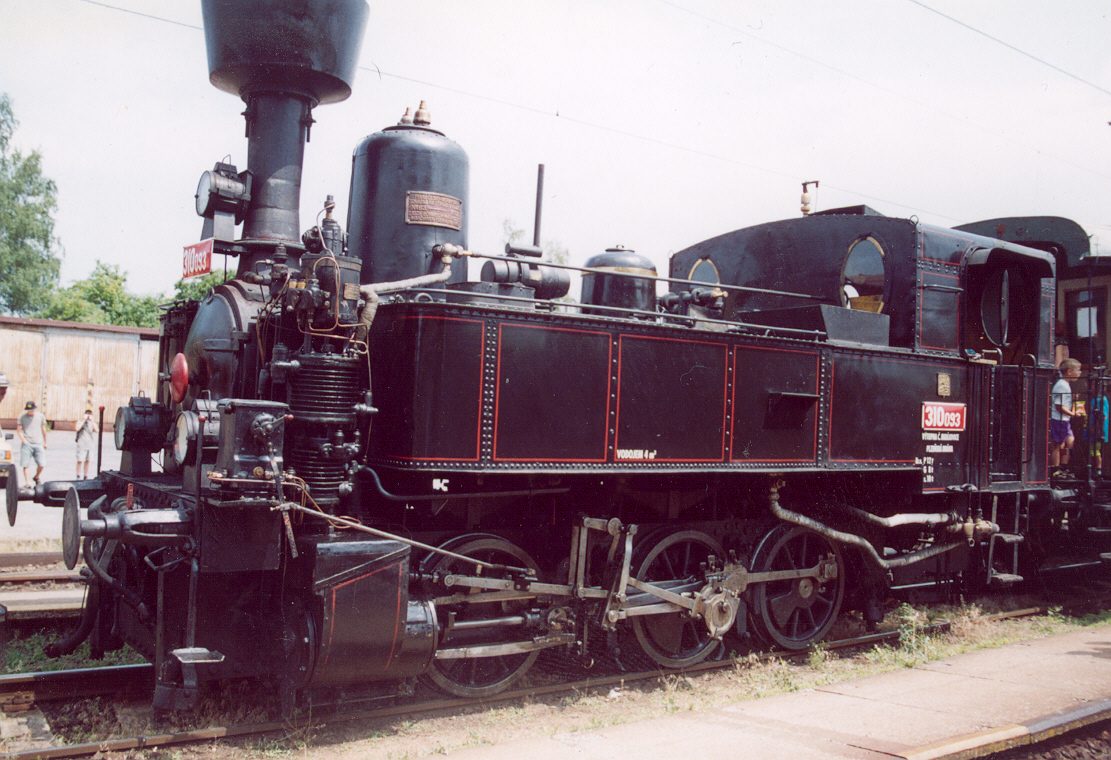
ČSD 310.093
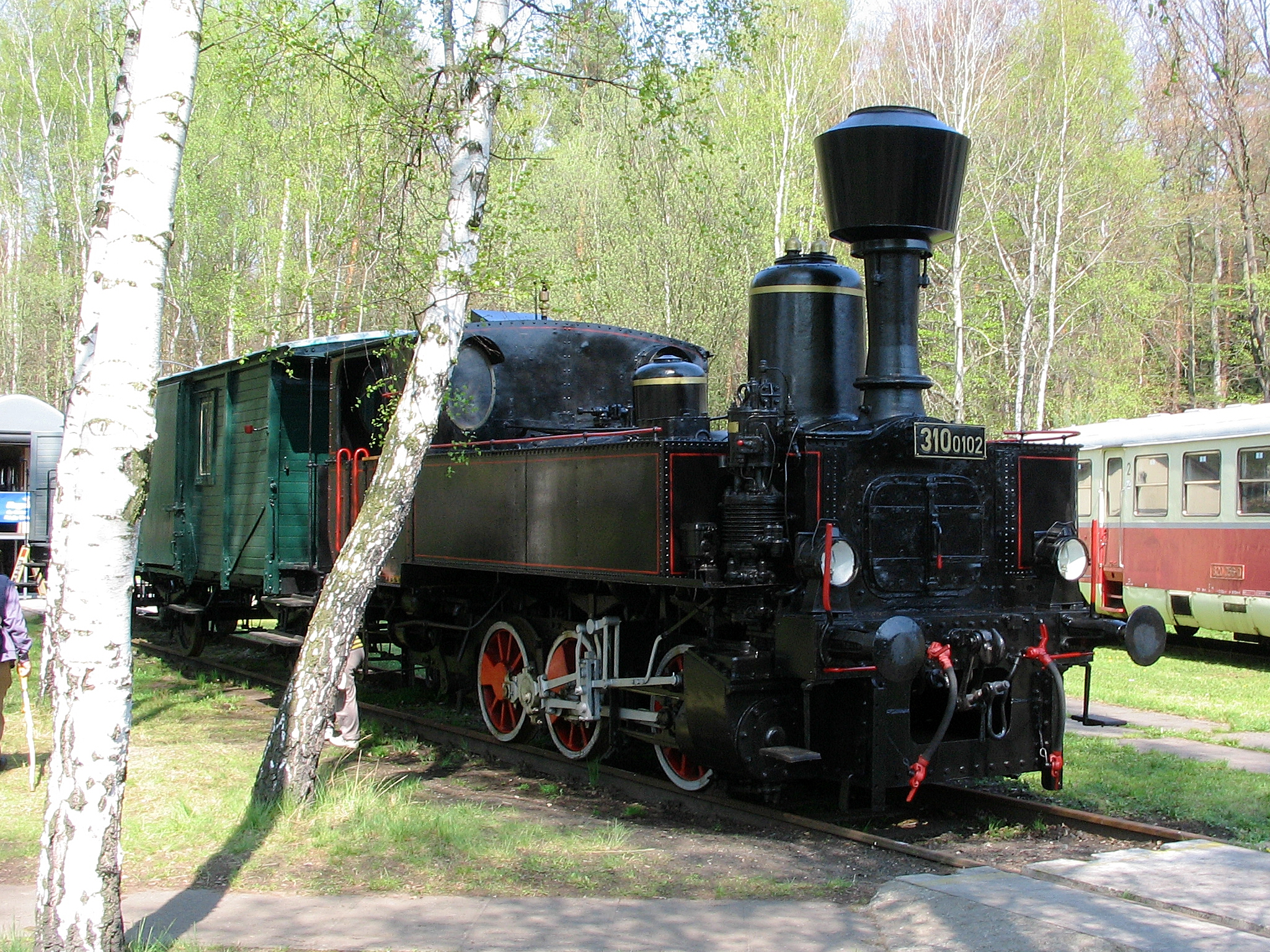
ČSD 310.0102
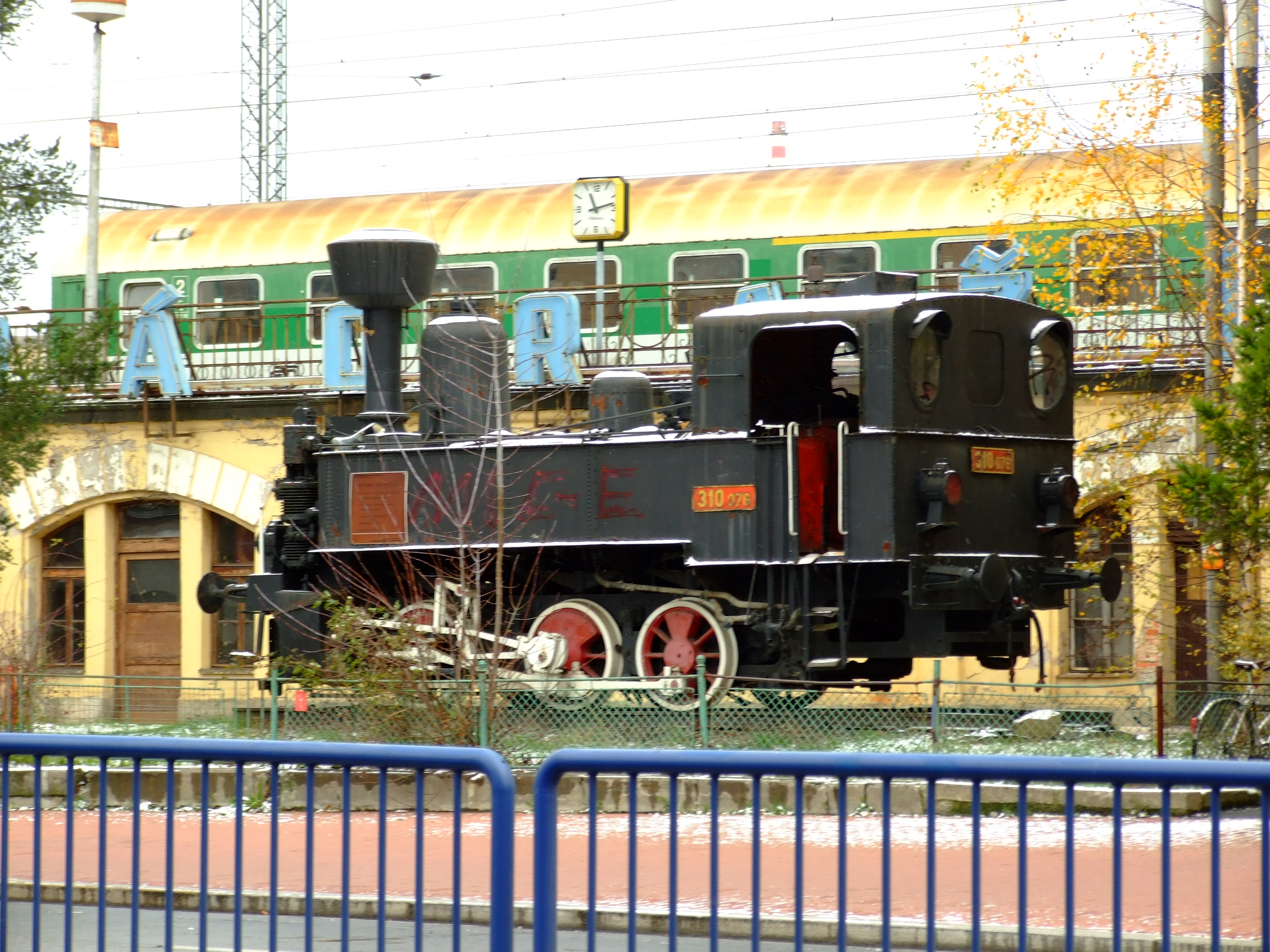
ČSD 310.076

## Fordítás
Ez a szócikk részben vagy egészben  a   kkStB 97 című német Wikipédia-szócikk fordításán alapul.  Az eredeti cikk szerkesztőit annak laptörténete sorolja fel. Ez a jelzés csupán a megfogalmazás eredetét és a szerzői jogokat jelzi, nem szolgál a cikkben szereplő információk forrásmegjelöléseként.